# Seconde présidence d'Emmanuel Macron
Pour un article plus général, voir Présidence d'Emmanuel Macron.
Président de la République française
Première présidence d'Emmanuel Macron
La seconde présidence d'Emmanuel Macron commence le 14 mai 2022.
Candidat à l'élection présidentielle de 2022, Emmanuel Macron est réélu président de la République française le 24 avril 2022 avec 58,55 % des voix face à la candidate du Rassemblement national, Marine Le Pen. Il devient ainsi le premier président de la Cinquième République élu au suffrage universel direct à être réélu hors période de cohabitation, ainsi que le premier à effectuer un deuxième quinquennat.
Emmanuel Macron nomme Élisabeth Borne Première ministre le 16 mai 2022, quelques heures après la démission de Jean Castex. Le 9 janvier 2024, Gabriel Attal remplace Élisabeth Borne dans cette fonction. À  l'issue des élections législatives anticipées de juin et juillet 2024 et d'une période transition historique sous la Cinquième République, Michel Barnier remplace finalement Gabriel Attal le 5 septembre 2024. À la suite de la démission officialisée de Michel Barnier et de son gouvernement le 13 décembre 2024, le Président de la République décide de nommer François Bayrou comme nouveau Premier ministre.
Depuis la loi constitutionnelle du 23 juillet 2008, qui a complété l'article 6 de la Constitution, « [n]ul ne peut exercer plus de deux mandats consécutifs » en tant que Président de la République. En conséquence, Emmanuel Macron (élu en 2017 puis réélu en 2022) ne pourra pas se représenter lors de l'élection présidentielle de 2027, à moins de modifier à nouveau la Constitution.
En 2023 le taux de pauvreté atteint un niveau record en France. Environ 9,8 millions de personnes se trouvent cette année-là en situation de pauvreté monétaire.
En 2024, la dette publique de la France dépasse 3 000 milliards d’euros. La note souveraine du pays est dégradée et la France est visée par une procédure européenne pour déficit public excessif.

## Élection présidentielle de 2022

### Contexte

#### Invasion de l'Ukraine par la Russie en 2022

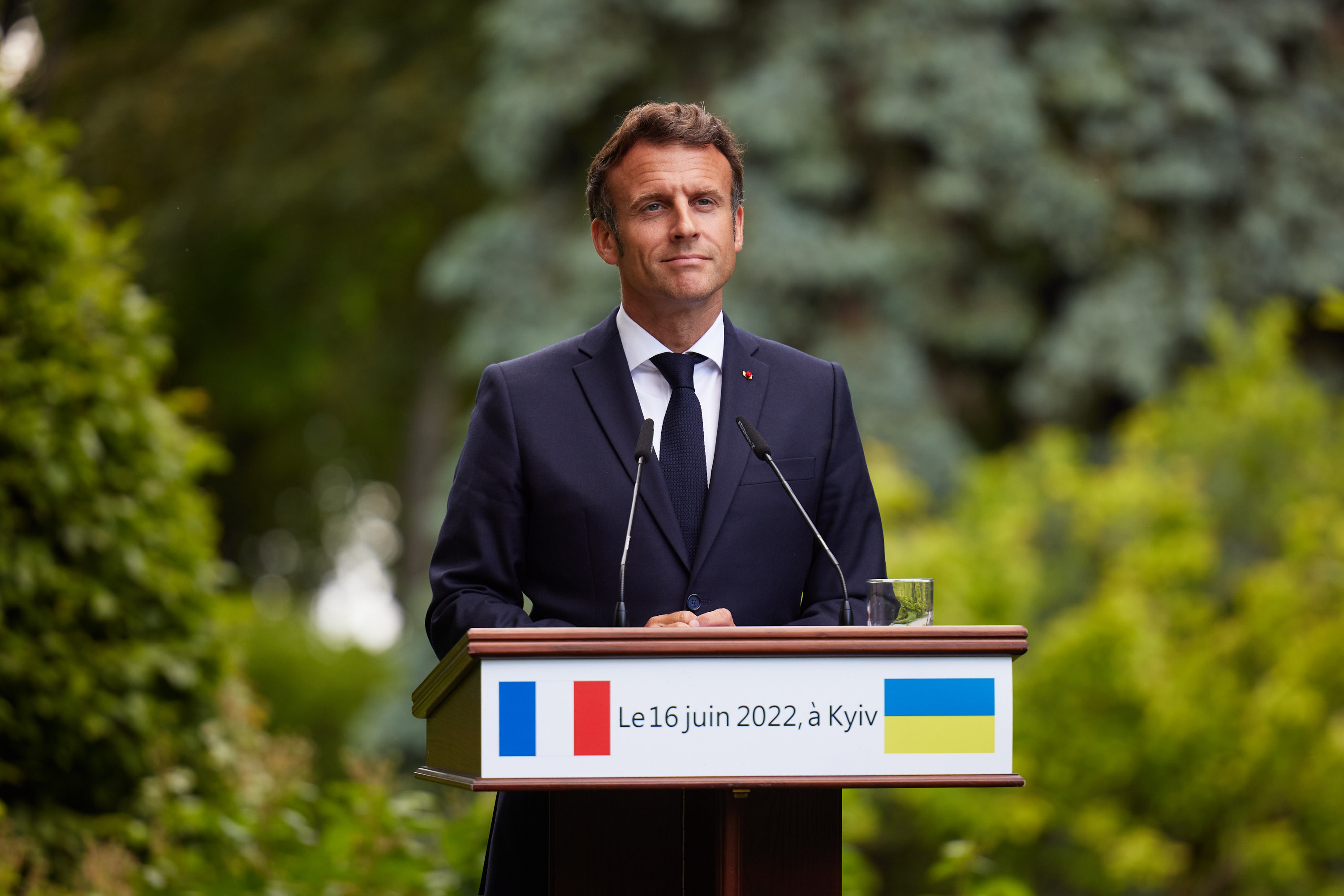
Emmanuel Macron le 16 juin 2022 lors de sa visite à Kiev en Ukraine.

En 2022, Emmanuel Macron est Président de la République depuis cinq ans, et arrive au terme de son premier quinquennat. Son mandat s’achève marqué par la pandémie de Covid-19, la crise des Gilets jaunes, mais aussi par l'invasion de l'Ukraine par la Russie en 2022, que le président russe Vladimir Poutine déclenche le 24 février. Alors que les autres candidats mènent campagne, Emmanuel Macron « survole » la présidentielle qui approche et continue de tenter en vain de négocier une paix dans la guerre russo-ukrainienne, en relation avec ses partenaires européens,,.

#### Annonce de candidature
Le 3 mars 2022, Emmanuel Macron annonce sa candidature à l’élection présidentielle via une Lettre aux Français envoyée à la presse régionale,,. Comme beaucoup de ses prédécesseurs, notamment Nicolas Sarkozy en février 2012, François Mitterrand en 1988 et Valéry Giscard d'Estaing en 1981, c’est à quelques semaines seulement du premier tour qu’il se déclare candidat à sa réélection.

#### Campagne et réélection
Le président sortant mène une « campagne-éclair », privilégiant les déplacements sur le terrain ainsi que les réunions publiques, et n’organise qu’un seul grand meeting durant celle-ci, qui eut lieu le 3 avril 2022 à Paris La Défense Arena, rassemblement de près de 30 000 personnes. Après une campagne parfois brutale, notamment marquée par l’entrée en politique de l’ancien journaliste et écrivain Éric Zemmour, qui fonde en décembre 2021 le parti d’extrême-droite Reconquête, Emmanuel Macron arrive en tête au premier tour du scrutin le 10 avril, totalisant un score de 27,85 % des voix,. Au second tour, qui l’oppose à nouveau à la candidate du Rassemblement national Marine Le Pen, comme cinq ans plus tôt, il est réélu président de la République au soir du 24 avril 2022, avec 58,55 % des voix. Au soir de sa victoire, il prononce un discours bref depuis sa soirée électorale au Champ-de-Mars, entouré de ses partisans face à la Tour Eiffel.
Emmanuel Macron devient alors le premier Président de la République à être réélu hors cohabitation sous la Ve République depuis le général de Gaulle, qui avait été réélu lors de l’élection présidentielle de 1965. Son investiture a lieu au palais de l'Élysée le 7 mai 2022.

## Élections européennes de 2024 et dissolution de l'Assemblée nationale

Répartition des 79 sièges par liste lors des Élections européennes de 2024 en France.

Le président Emmanuel Macron ayant obtenu une majorité relative à l'Assemblée nationale à la suite des élections législatives de 2022,, ce dernier a dû faire face à une bataille difficile pour gouverner efficacement depuis sa réélection la même année. Le président français a fait adopter une réforme des retraites impopulaire, sans passer par un vote au Parlement, une décision qui a provoqué des émeutes généralisées à travers le pays. Il a ensuite été contraint de céder aux conservateurs les plus radicaux sur un projet de loi d'immigration à la fin de l’année 2023. Le groupe conservateur Les Républicains (LR) a menacé de déposer une motion de censure si le gouvernement choisit d'augmenter les impôts et de réduire les retraites en réponse à une crise imminente de la dette. Le 9 juin 2024, en raison de la victoire du Rassemblement national aux élections européennes ayant eu lieu le jour même, et de la défaite de son propre camp, Emmanuel Macron convoque des élections législatives anticipées pour les 30 juin et 7 juillet,,,,,.

Apprenant la décision d’Emmanuel Macron de dissoudre l’Assemblée Nationale par l’intermédiaire d’Alexis Kohler, le secrétaire général de l’Elysée, le premier ministre Gabriel Attal déclare :
« Je vous donne ma démission, utilisez-moi comme fusible. ».

Logo du Nouveau Front populaire.

L'annonce de la dissolution de l'Assemblée nationale par Emmanuel Macron, provoque une avalanche de réactions, notamment entre les principaux responsables politiques et les députés sortants, qui appellent à dépasser les clivages habituels pour les élections législatives,,,. Marion Maréchal, tête de liste Reconquête, « a exprimé son souhait d'une coalition de droite dans son pays ». Marine Le Pen, figure du RN, « a appelé les partisans français à adhérer au syndicat pour obtenir une majorité pour la France ». À gauche, on utilise le terme « front populaire », en référence au gouvernement de gauche de 1936. De fait, le 10 juin 2024, pour contrer le Rassemblement National, les principaux élus de gauche réclament la formation d'une coalition politique inédite depuis le Front populaire de 1936,,,. Les représentants des principaux partis de gauche composant La France Insoumise, le Parti Socialiste, Les Écologistes, et le Parti communiste français décident finalement de présenter une liste unique de candidats pour chaque circonscription,,. Notamment, François Ruffin sur X plaide pour une alternative « sociale, écologique, démocratique et pro-européenne » pour les prochaines élections. Stéphane Séjourné, conseiller économique d'Emmanuel Macron, confirme que le parti Renaissance ne présentera pas de candidat, tandis qu'un autre conseiller anonyme de Macron estime que le parti a l'espoir de remporter les législatives. Le mercredi 3 juin 2024, le président de la République a rappelé lors d'une conférence de presse que « ce ne sont jamais les formations politiques qui dictent » le nom du Premier ministre. En effet, seul le vote de confiance est primordial pour que le choix du premier ministre soit validé lors de la nouvelle Assemblée Nationale issue des élections législatives qui se tiennent entre le 30 juin et le 7 juillet 2024. Selon un sondage réalisé par Elabe pour Les Échos, seulement 24 % des français font encore confiance au président de la République, alors qu'en mai 2024, 29 % des français avaient encore confiance en Emmanuel Macron. Lors des élections législatives, du fait qu'une formation politique pourrait obtenir la majorité absolue à l'Assemblée Nationale avec 577 sièges acquis, alors dans ce cadre précis une Quatrième Cohabitation se mettrait en place,.
Cohabitation avec l’extrême droite ou la gauche, absence de majorité à l’Assemblée et impossibilité de nouer des alliances, nomination d’un gouvernement apolitique chargé de gérer les affaires courantes… La dissolution rend plausibles une multitude de scénarios qui semblaient jusqu’alors improbables.

Lors des commémorations organisées le 10 juin 2024 pour célébrer le 80e anniversaire de la Libération, Emmanuel Macron a déclaré devant un représentant de l'Élysée :
« Ça va, pas trop dures, ces journées ? » Le chef de l’Etat sourit : « Mais pas du tout ! Je prépare ça depuis des semaines, et je suis ravi. Je leur ai balancé ma grenade dégoupillée dans les jambes. Maintenant on va voir comment ils s’en sortent… ».

Le samedi 15 juin 2024, à la surprise générale, le parti de la majorité présidentielle "Renaissance" renonce à présenter dans le cadre des élections qui ont cours aux deux circonscriptions de l'Ariège, ses propres candidats alors que le Parti socialiste, au nom du Nouveau Front populaire a officiellement présenté ses candidats dans un duel contre le RN. Pendant une interview exclusive accordée à Geoffroy Lejeune dans Le Journal Du Dimanche le 15 juin 2024, l'ancien président de la République Nicolas Sarkozy dénonce la dissolution de l'Assemblée Nationale  comme « un risque majeur pour le pays »,. Par ailleurs, le 15 juin 2024, Emmanuel Macron indiquant qu'il se refuse à démissionner, pourrait à juste titre, ne pas exercer de troisième mandat consécutif, à cause d'une décision importante du Conseil d'État, organe de la plus haute juridiction démocratique pour la Cinquième République Française, précisant que : 
« Le président de la République française ne peut exercer plus de deux mandats de cinq ans successifs ».
En effet, seule une révision constitutionnelle s'imposant alors, est en droit de supprimer le nombre de fois ou le Président de la République se déclare une énième fois candidat sortant aux élections présidentielles, afin qu'Emmanuel Macron puisse obtenir l'accord du Conseil constitutionnel  pour briguer un troisième mandat, ce qui n'est encore jamais arrivé pendant l'histoire de la Ve République française.
Lors du premier tour des élections législatives, le Rassemblement National ne totalise pas moins de 29,26 % de votes, tandis que le Nouveau Front populaire en récolte 28,06 %. La grande déception de ce premier tour concerne la majorité présidentielle Ensemble pour la République (France) qui n'a obtenu que 20,83 % de votes. Quant à eux, les Républicains arrivent 4e avec 6,57 % de votes, suivis par la Droite comptabilisant 3,66 % de votes. La grande déception de ce premier tour des élections législatives représente 0,75 % de votes pour le parti d'Eric Zemmour Reconquête, ce qui est la plus large défaite électorale pour ce parti d'extrême droite,,,,,,,,.
Au second tour des élections législatives, à la surprise générale, le Nouveau Front populaire remporte le scrutin national en totalisant 7.004.725 votes, ce qui représente 25,68% des suffrages,,. Le camp présidentiel, compte finalement au soir du second tour 6.313.808 votes, c'est-à-dire 23,14% des suffrages,,. Le Rassemblement National, étant désormais la troisième force politique de la nouvelle Assemblée Nationale obtient finalement 8.744.437 votes, d’où 32,05% des suffrages totalisés,,.
À la suite de la promulgation définitive des élections législatives, Emmanuel Macron enjoint à Gabriel Attal de rester Premier Ministre « pour le moment » et d’« assurer la stabilité du pays ».
Après les Jeux olympiques, Emmanuel Macron annonce le 23 août 2024, « consulter toutes les forces politiques du pays », mais refuse de nommer au poste de Premier ministre, sur les conseils de Gabriel Attal notamment, « ceux qui ne font pas partie du bloc central ».
C'est finalement le 5 septembre 2024 que le choix d'Emmanuel Macron se porte sur le LR Michel Barnier, nommé nouveau Premier Ministre,,,,,.

## Représentation parlementaire

### Assemblée nationale

#### XVIelégislature(2022-2024)

Carte du résultat par circonscription des élections législatives françaises de 2022.

Organisées sept semaines après le second tour de l'élection présidentielle, les élections législatives des 12 et 19 juin 2022 constituent une première défaite pour Emmanuel Macron. Pour la seconde fois dans la Cinquième République (après les élections législatives de 1988), la majorité présidentielle n'obtient qu'une majorité relative à l'Assemblée nationale avec 250 élus répartis entre les groupes Renaissance, Démocrate et Horizons,. Ces élections voient l'émergence de la Nouvelle Union Populaire écologique et sociale, coalition des quatre principaux partis de gauche (LFI, PS, EELV et PCF) autour de Jean-Luc Mélenchon, qui obtient 151 élus,. Le Rassemblement national obtient quant à lui 89 élus et effectue une percée historique dans un scrutin majoritaire national,. Le parti Les Républicains, en obtenant 62 élus, apparait rapidement comme une plaque tournante de la nouvelle assemblée du fait de l'absence de majorité absolue pour le Président de la République et le Gouvernement.

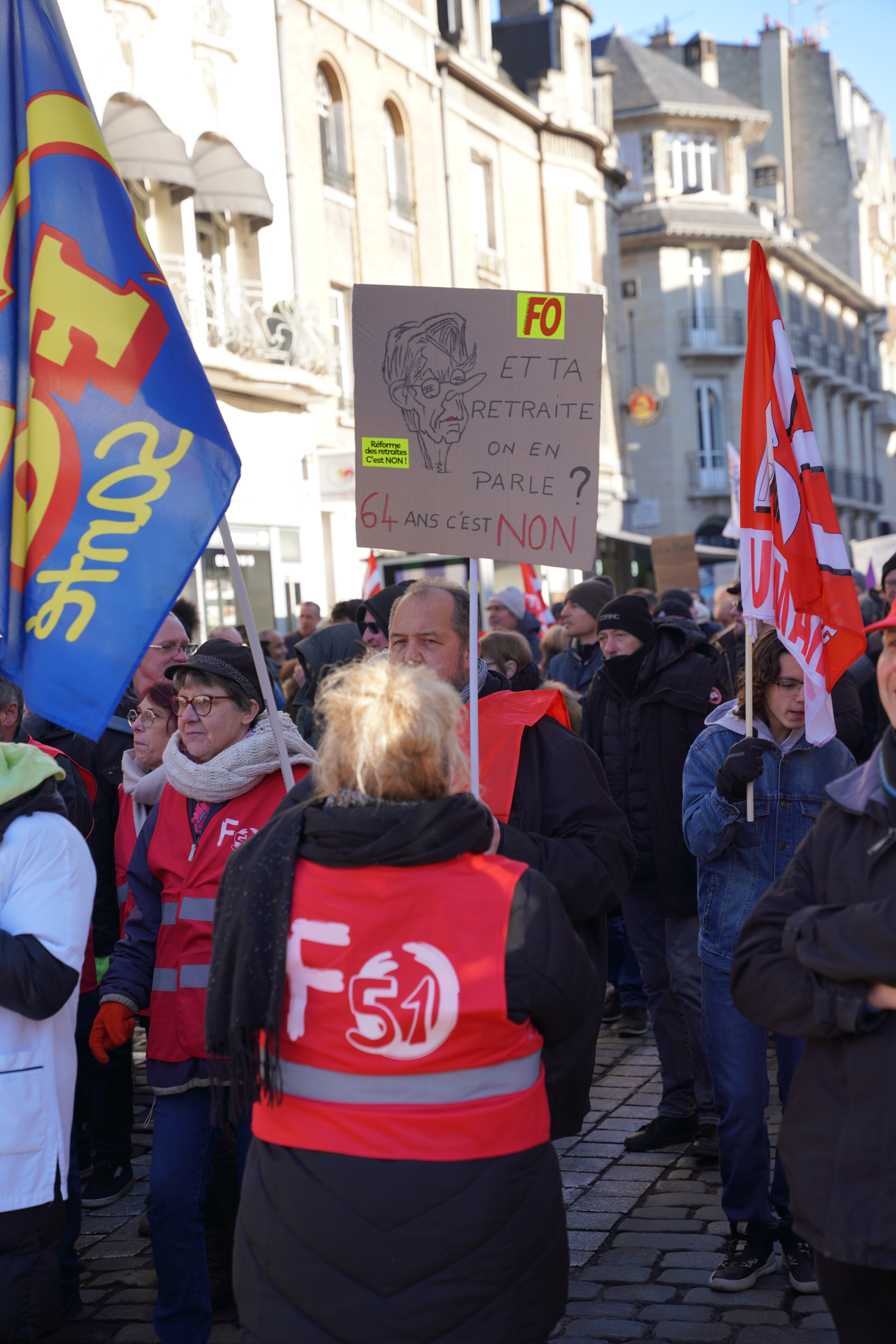
Manifestation contre le projet de réforme des retraites en France en 2023.

Au fil des mois, l'Assemblée nationale parvient à adopter plusieurs textes avec le soutien de la majorité présidentielle et parfois des autres partis, notamment Les Républicains. Cependant, du fait de l'absence de majorité absolue, plusieurs textes ont été adoptés à la suite du recours à l'article 49, alinéa 3 de la Constitution utilisé à 23 reprises par la Première ministre Élisabeth Borne,,,. Ces textes sont notamment les lois de finances et de financement de la sécurité sociale, ainsi que la réforme des retraites de mars 2023,.
Du fait de l'utilisation massive de l'article 49, alinéa 3 de la Constitution et de l'absence de déclaration de politique générale suivie d'un vote de confiance, 31 motions de censure ont été déposées contre le gouvernement Élisabeth Borne, constituant un record absolu sous la Cinquième République. La motion de censure déposée par le groupe LIOT à l'issue de l'engagement de la responsabilité sur la réforme des retraites le 16 mars 2023 a été rejetée à 9 voix près.

#### XVIIelégislature(2024-)
À  l'issue des élections européennes du 9 juin 2024 qui voient une large victoire du Rassemblement national, Emmanuel Macron prononce la dissolution de l'Assemblée nationale et provoque l'organisation d'élections législatives anticipées les 30 juin et 7 juillet 2024.
Ces élections législatives confirment la tripartition du paysage politique français entamée lors des élections de 2022, avec l'absence de majorité claire à l'Assemblée nationale. En effet, avec 193 élus, le Nouveau Front Populaire, bien qu'arrivé en tête, compte près de soixante élus de moins que la majorité présidentielle sortante lors de la législature 2022-2024. Cette dernière regroupe par ailleurs 166 élus, contre 142 pour le Rassemblement national et ses alliés. Avec ses 47 députés, le parti Les Républicains parvient à se maintenir une nouvelle fois comme une force pivot de la nouvelle assemblée.
Dans le contexte post-électoral, le Premier ministre Gabriel Attal démissionne de ses fonctions le 16 juillet 2024 mais reste chargé de l'expédition des affaires courantes conformément à la tradition républicaine. En raison des Jeux olympiques, qui se tiennent à Paris du 26 juillet au 11 août 2024, Emmanuel Macron appelle à une "trêve olympique et politique" lors d'un interview au 20h de France 2 le 23 juillet 2024, indiquant également qu'aucun Premier ministre ne serait nommé avant la mi-août.
À  compter du 23 août 2024, le Président de la République mène une série de consultations en vue de la nomination d'un nouveau Premier ministre. Le 5 septembre 2024, Michel Barnier est nommé en vue de "constituer un gouvernement de rassemblement au service du pays et des Français". Nommé le 21 septembre 2024, le nouveau gouvernement acte une alliance entre les partis de l'ancienne majorité présidentielle et les élus du parti Les Républicains, autour d'une coalition regroupant 212 députés à l'Assemblée nationale.
À  la suite de l'engagement de la responsabilité du Gouvernement sur le projet de loi de financement de la sécurité sociale pour 2025 en application de l'article 49, alinéa 3 de la Constitution, le Premier ministre Michel Barnier est renversé le 4 décembre 2024 par une motion de censure votée par les députés du Nouveau Front Populaire, du Rassemblement national et de l'UDR. Il présente sa démission au Président de la République le lendemain. Le Président de la République décide de nommer finalement François Bayrou comme successeur de Michel Barnier au poste de Premier ministre le 13 décembre 2024,. Ce dernier a ainsi annoncé qu'il consulterait toutes les forces politiques du pays le 16 décembre 2024 afin de former son gouvernement. Cependant, seul la France Insoumise a affirmé ne pas vouloir participer aux négociations en cours à Matignon,,. Le 17 décembre 2024, Marine Le Pen, représentante du groupe Rassemblement National à l'Assemblée nationale, annonce « se préparer à une présidentielle anticipée » dans le but de destituer Emmanuel Macron en réponse à l'instabilité politique liée à la liste de nomination du gouvernement Bayrou.

### Sénat

Carte du résultat par département et territoire des élections sénatoriales françaises de 2023.

Dominé par la droite depuis 2014, le Sénat le reste après les élections sénatoriales de 2023 qui voient un nouveau recul de la majorité présidentielle qui perd quelques sièges. Ces élections voient notamment la défaite de Sonia Backès, secrétaire d'État chargée de la Citoyenneté, candidate en Nouvelle-Calédonie,,,,.
Du fait de l'absence de majorité absolue à l'Assemblée nationale, le Sénat apparait pour beaucoup comme renforcé en comparaison au premier quinquennat d'Emmanuel Macron. En effet, de plus en plus de textes sont présentés en première lecture au Sénat et la plupart font l'objet d'un accord en commission mixte paritaire. La réforme des retraites et la loi immigration votées en 2023 comptaient un certain nombre de dispositions introduites par des amendements sénatoriaux.
À la suite des élections législatives anticipées de 2024 qui aboutissent à la nomination de Michel Barnier comme Premier ministre, le Sénat gagne un poids encore plus significatif du fait de son ancrage à droite. Le 21 septembre 2024, 10 sénateurs entrent au gouvernement, dont le président du groupe majoritaire, Bruno Retailleau.

## Gouvernement

### Historique des gouvernements
Le 16 mai 2022, Élisabeth Borne est nommée Première ministre. La composition initiale de son Gouvernement est annoncée le 20 mai 2022 avant plusieurs remaniements notamment le 4 juillet 2022 après les élections législatives et le 20 juillet 2023 à l'issue de la période des « 100 Jours » lancée après la réforme des retraites. Le 9 janvier 2024, Élisabeth Borne démissionne et Gabriel Attal est nommé Premier ministre. La composition de son gouvernement est annoncée le 11 janvier et le 8 février 2024. À l'issue des élections législatives anticipées des 30 juin et 7 juillet 2024, Gabriel Attal démissionne le 16 juillet 2024, son Gouvernement continuant d'exercer les affaires courantes jusqu'à la nomination d'un successeur. Il est remplacé par Michel Barnier le 5 septembre 2024. Renversé par une motion de censure le 4 décembre 2024, le Gouvernement Michel Barnier démissionne le 5 décembre 2024 mais assure à son tour le traitement des affaires courantes jusqu'à la nomination d'un nouveau gouvernement. François Bayrou est nommé Premier ministre le 13 décembre 2024 et compose son gouvernement le 23 décembre suivant.
- gouvernement Élisabeth Borne (du 16 mai 2022 au 9 janvier 2024) ;
- gouvernement Gabriel Attal (du 9 janvier au 16 juillet 2024, avec gestion des affaires courantes jusqu'au 5 septembre 2024) ;
- gouvernement Michel Barnier (du 5 septembre au 5 décembre 2024, avec gestion des affaires courantes jusqu'au 13 décembre 2024) ;
- gouvernement François Bayrou (depuis le 13 décembre 2024).

### Membres du gouvernement
Depuis le début de son second mandat, le Président de la République a nommé 110 membres au Gouvernement. Sur ces 110 membres, 2 sont toujours en fonctions sans jamais avoir quitté le Gouvernement : Sébastien Lecornu et Agnès Pannier-Runacher.
* Les personnes notées d'un astérisque sont celles ayant eu une ou plusieurs fonctions gouvernementales avant la seconde présidence d'Emmanuel Macron (avant le 14 mai 2022)
| Nom                           | Fonctions | Dates                              |
| Nommés en 2022 (47)           | Nommés en 2022 (47) | Nommés en 2022 (47)                |
| ----------------------------- | --- | ---------------------------------- |
| Élisabeth Borne *             | Première ministre | 16 - 20 mai 2022                   |
| Élisabeth Borne *             | Première ministre, chargée de la Planification écologique et énergétique | 20 mai - 25 juin 2022              |
| Élisabeth Borne *             | Première ministre, chargée de la Planification écologique et énergétique, ministre des Outre-mer | 25 juin - 4 juillet 2022           |
| Élisabeth Borne *             | Première ministre, chargée de la Planification écologique et énergétique | 4 juillet 2022 - 9 janvier 2024    |
| Élisabeth Borne *             | Ministre d'État, ministre de l'Éducation nationale, de l'Enseignement supérieur et de la Recherche | 23 décembre 2024 -                 |
| Bruno Le Maire *              | Ministre de l'Économie, des Finances et de la Souveraineté industrielle et numérique | 20 mai 2022 - 9 janvier 2024       |
| Bruno Le Maire *              | Ministre de l'Économie, des Finances et de la Souveraineté industrielle et numérique | 11 janvier - 16 juillet 2024       |
| Gérald Darmanin *             | Ministre de l'Intérieur | 20 mai - 4 juillet 2022            |
| Gérald Darmanin *             | Ministre de l'Intérieur et des Outre-mer | 4 juillet 2022 - 9 janvier 2024    |
| Gérald Darmanin *             | Ministre de l'Intérieur et des Outre-mer | 11 janvier - 16 juillet 2024       |
| Gérald Darmanin *             | Ministre d'État, garde des Sceaux, ministre de la Justice | 23 décembre 2024 -                 |
| Catherine Colonna *           | Ministre de l'Europe et des Affaires étrangères | 20 mai 2022 - 9 janvier 2024       |
| Éric Dupond-Moretti *         | Garde des Sceaux, ministre de la Justice | 20 mai 2022 - 9 janvier 2024       |
| Éric Dupond-Moretti *         | Garde des Sceaux, ministre de la Justice | 11 janvier - 16 juillet 2024       |
| Amélie de Montchalin *        | Ministre de la Transition écologique et de la Cohésion des territoires | 20 mai - 4 juillet 2022            |
| Amélie de Montchalin *        | Ministre auprès du ministre de l'Économie, des Finances et de la Souveraineté industrielle et numérique, chargée des Comptes publics | 23 décembre 2024 -                 |
| Pap Ndiaye                    | Ministre de l'Éducation nationale et de la Jeunesse | 20 mai 2022 - 20 juillet 2023      |
| Sébastien Lecornu *           | Ministre des Armées | 20 mai 2022 - 9 janvier 2024       |
| Sébastien Lecornu *           | Ministre des Armées | 11 janvier - 16 juillet 2024       |
| Sébastien Lecornu *           | Ministre des Armées et des Anciens combattants | 21 septembre - 5 décembre 2024     |
| Sébastien Lecornu *           | Ministre des Armées | 23 décembre 2024 -                 |
| Brigitte Bourguignon *        | Ministre de la Santé et de la Prévention | 20 mai - 4 juillet 2022            |
| Olivier Dussopt *             | Ministre du Travail, du Plein emploi et de l'Insertion | 20 mai 2022 - 9 janvier 2024       |
| Damien Abad                   | Ministre des Solidarités, de l'Autonomie et des Personnes handicapées | 20 mai - 4 juillet 2022            |
| Sylvie Retailleau             | Ministre de l'Enseignement supérieur et de la Recherche | 20 mai 2022 - 9 janvier 2024       |
| Sylvie Retailleau             | Ministre de l'Enseignement supérieur et de la Recherche | 11 janvier - 16 juillet 2024       |
| Marc Fesneau *                | Ministre de l'Agriculture et de la Souveraineté alimentaire | 20 mai 2022 - 9 janvier 2024       |
| Marc Fesneau *                | Ministre de l'Agriculture et de la Souveraineté alimentaire | 11 janvier - 16 juillet 2024       |
| Stanislas Guerini             | Ministre de la Transformation et de la Fonction publiques | 20 mai 2022 - 9 janvier 2024       |
| Stanislas Guerini             | Ministre de la Transformation et de la Fonction publiques | 8 février - 16 juillet 2024        |
| Yaël Braun-Pivet              | Ministre des Outre-mer | 20 mai - 25 juin 2022              |
| Rima Abdul Malak              | Ministre de la Culture | 20 mai 2022 - 9 janvier 2024       |
| Agnès Pannier-Runacher *      | Ministre de la Transition énergétique | 20 mai 2022 - 9 janvier 2024       |
| Agnès Pannier-Runacher *      | Ministre déléguée auprès du ministre de l'Agriculture et de la Souveraineté alimentaire | 8 février - 16 juillet 2024        |
| Agnès Pannier-Runacher *      | Ministre de la Transition écologique, de l'Énergie, du Climat et de la Prévention des risques | 21 septembre - 5 décembre 2024     |
| Agnès Pannier-Runacher *      | Ministre de la Transition écologique, de la Biodiversité, de la Forêt, de la Mer et de la Pêche | 23 décembre 2024 -                 |
| Amélie Oudéa-Castéra          | Ministre des Sports et des Jeux Olympiques et Paralympiques | 20 mai 2022 - 9 janvier 2024       |
| Amélie Oudéa-Castéra          | Ministre de l'Éducation nationale, de la Jeunesse, des Sports et des Jeux Olympiques et Paralympiques | 11 janvier - 8 février 2024        |
| Amélie Oudéa-Castéra          | Ministre des Sports et des Jeux Olympiques et Paralympiques | 8 février - 16 juillet 2024        |
| Olivier Véran *               | Ministre délégué auprès de la Première ministre, chargé des Relations avec le Parlement et de la Vie démocratique | 20 mai - 4 juillet 2022            |
| Olivier Véran *               | Ministre délégué auprès de la Première ministre, chargé du Renouveau démocratique, porte-parole du Gouvernement | 4 juillet 2022 - 9 janvier 2024    |
| Isabelle Rome                 | Ministre déléguée auprès de la Première ministre, chargée de l'Égalité entre les femmes et les hommes, de la Diversité et de l'Égalité des chances | 20 mai 2022 - 20 juillet 2023      |
| Gabriel Attal *               | Ministre délégué auprès du ministre de l'Économie, des Finances et de la Souveraineté industrielle et numérique, chargé des Comptes publics | 20 mai 2022 - 20 juillet 2023      |
| Gabriel Attal *               | Ministre de l'Éducation nationale et de la Jeunesse | 20 juillet 2023 - 9 janvier 2024   |
| Gabriel Attal *               | Premier ministre | 9 - 11 janvier 2024                |
| Gabriel Attal *               | Premier ministre, chargé de la Planification écologique et énergétique | 11 janvier - 16 juillet 2024       |
| Christophe Béchu              | Ministre délégué auprès du ministre de l'Intérieur et de la ministre de la Transition écologique et de la Cohésion des territoires, chargé des Collectivités territoriales | 20 mai - 4 juillet 2022            |
| Christophe Béchu              | Ministre de la Transition écologique et de la Cohésion des territoires | 4 juillet 2022 - 9 janvier 2024    |
| Christophe Béchu              | Ministre de la Transition écologique et de la Cohésion des territoires | 11 janvier - 16 juillet 2024       |
| Franck Riester *              | Ministre délégué auprès de la ministre de l'Europe et des Affaires étrangères, chargé du Commerce extérieur et de l'Attractivité | 20 mai - 4 juillet 2022            |
| Franck Riester *              | Ministre délégué auprès de la Première ministre, chargé des Relations avec le Parlement | 4 juillet 2022 - 9 janvier 2024    |
| Franck Riester *              | Ministre délégué auprès du ministre de l'Europe et des Affaires étrangères, chargé du Commerce extérieur, de l'Attractivité, de la Francophonie et des Français de l'étranger | 8 février - 16 juillet 2024        |
| Clément Beaune *              | Ministre délégué auprès de la ministre de l'Europe et des Affaires étrangères, chargé de l'Europe | 20 mai - 4 juillet 2022            |
| Clément Beaune *              | Ministre délégué auprès du ministre de la Transition écologique et de la Cohésion des territoires, chargé des Transports | 4 juillet 2022 - 9 janvier 2024    |
| Olivia Grégoire *             | Secrétaire d'État auprès de la Première ministre, porte-parole du Gouvernement | 20 mai - 4 juillet 2022            |
| Olivia Grégoire *             | Ministre déléguée auprès du ministre de l'Économie, des Finances et de la Souveraineté industrielle et numérique, chargée des Petites et Moyennes Entreprises, du Commerce, de l'Artisanat et du Tourisme                                                                                               | 4 juillet 2022 - 9 janvier 2024    |
| Olivia Grégoire *             | Ministre déléguée auprès du ministre de l'Économie, des Finances et de la Souveraineté industrielle et numérique, chargée des Entreprises, du Tourisme et de la Consommation | 8 février - 16 juillet 2024        |
| Justine Benin                 | Secrétaire d'État auprès de la Première ministre, chargée de la Mer | 20 mai - 4 juillet 2022            |
| Charlotte Caubel              | Secrétaire d'État auprès de la Première ministre, chargée de l'Enfance | 20 mai 2022 - 9 janvier 2024       |
| Chrysoula Zacharopoulou       | Secrétaire d'État auprès de la ministre de l'Europe et des Affaires étrangères, chargée du Développement, de la Francophonie et des Partenariats internationaux | 20 mai 2022 - 9 janvier 2024       |
| Chrysoula Zacharopoulou       | Secrétaire d'État auprès du ministre de l'Europe et des Affaires étrangères, chargée du Développement et des Partenariats internationaux | 8 février - 16 juillet 2024        |
| François Braun                | Ministre de la Santé et de la Prévention | 4 juillet 2022 - 20 juillet 2023   |
| Jean-Christophe Combe         | Ministre des Solidarités, de l'Autonomie et des Personnes handicapées | 4 juillet 2022 - 20 juillet 2023   |
| Roland Lescure                | Ministre délégué auprès du ministre de l'Économie, des Finances et de la Souveraineté industrielle et numérique, chargé de l'Industrie | 4 juillet 2022 - 9 janvier 2024    |
| Roland Lescure                | Ministre délégué auprès du ministre de l'Économie, des Finances et de la Souveraineté industrielle et numérique, chargé de l'Industrie et de l'Énergie | 8 février - 16 juillet 2024        |
| Jean-Noël Barrot              | Ministre délégué auprès du ministre de l'Économie, des Finances et de la Souveraineté industrielle et numérique, chargé de la Transition numérique et des Télécommunications | 4 juillet 2022 - 20 juillet 2023   |
| Jean-Noël Barrot              | Ministre délégué auprès du ministre de l'Économie, des Finances et de la Souveraineté industrielle et numérique, chargé du Numérique | 20 juillet 2023 - 9 janvier 2024   |
| Jean-Noël Barrot              | Ministre délégué auprès du ministre de l'Europe et des Affaires étrangères, chargé de l'Europe | 8 février - 16 juillet 2024        |
| Jean-Noël Barrot              | Ministre de l'Europe et des Affaires étrangères | 21 septembre - 5 décembre 2024     |
| Jean-Noël Barrot              | Ministre de l'Europe et des Affaires étrangères | 23 décembre 2024 -                 |
| Caroline Cayeux               | Ministre déléguée auprès du ministre de l'Intérieur et des Outre-mer et du ministre de la Transition écologique et de la Cohésion des territoires, chargée des Collectivités territoriales | 4 juillet - 28 novembre 2022       |
| Jean-François Carenco         | Ministre délégué auprès du ministre de l'Intérieur et des Outre-mer, chargé des Outre-mer | 4 juillet 2022 - 20 juillet 2023   |
| Olivier Becht                 | Ministre délégué auprès du ministre de l'Europe et des Affaires étrangères, chargé du Commerce extérieur, de l'Attractivité et des Français de l'étranger | 4 juillet 2022 - 9 janvier 2024    |
| Carole Grandjean              | Ministre déléguée auprès du ministre du Travail, du Plein emploi et de l'Insertion et du ministre de l'Éducation nationale et de la Jeunesse, chargée de l'Enseignement et de la Formation professionnels                                                                                               | 4 juillet 2022 - 9 janvier 2024    |
| Olivier Klein                 | Ministre délégué auprès du ministre de la Transition écologique et de la Cohésion des territoires, chargé de la Ville et du Logement | 4 juillet 2022 - 20 juillet 2023   |
| Agnès Firmin-Le Bodo          | Ministre déléguée auprès du ministre de la Santé et de la Prévention, chargée de l'Organisation territoriale et des Professions de santé | 4 juillet 2022 - 20 décembre 2023  |
| Agnès Firmin-Le Bodo          | Ministre de la Santé et de la Prévention | 20 décembre 2023 - 9 janvier 2024  |
| Geneviève Darrieussecq *      | Ministre déléguée auprès du ministre des Solidarités, de l'Autonomie et des Personnes handicapées, chargée des Personnes handicapées | 4 juillet 2022 - 20 juillet 2023   |
| Geneviève Darrieussecq *      | Ministre de la Santé et de l'Accès aux soins | 21 septembre - 5 décembre 2024     |
| Hervé Berville                | Secrétaire d'État auprès de la Première ministre, chargé de la Mer | 4 juillet 2022 - 9 janvier 2024    |
| Hervé Berville                | Secrétaire d'État auprès du ministre de la Transition écologique et de la Cohésion des territoires, chargé de la Mer et de la Biodiversité | 8 février - 16 juillet 2024        |
| Marlène Schiappa *            | Secrétaire d'État auprès de la Première ministre, chargée de l'Économie sociale et solidaire et de la Vie associative | 4 juillet 2022 - 20 juillet 2023   |
| Sonia Backès                  | Secrétaire d'État auprès du ministre de l'Intérieur et des Outre-mer, chargée de la Citoyenneté | 4 juillet 2022 - 10 octobre 2023   |
| Laurence Boone                | Secrétaire d'État auprès de la ministre de l'Europe et des Affaires étrangères, chargée de l'Europe | 4 juillet 2022 - 9 janvier 2024    |
| Sarah El Haïry *              | Secrétaire d'État auprès du ministre des Armées et du ministre de l'Éducation nationale et de la Jeunesse, chargée de la Jeunesse et du Service national universel | 4 juillet 2022 - 20 juillet 2023   |
| Sarah El Haïry *              | Secrétaire d'État auprès du ministre de la Transition écologique et de la Cohésion des territoires, chargée de la Biodiversité | 20 juillet 2023 - 9 janvier 2024   |
| Sarah El Haïry *              | Ministre déléguée auprès de la ministre du Travail, de la Santé et des Solidarités, de la ministre de l'Éducation nationale et de la Jeunesse et du garde des Sceaux, ministre de la Justice, chargée de l'Enfance, de la Jeunesse et des Familles                                                      | 8 février - 16 juillet 2024        |
| Patricia Mirallès             | Secrétaire d'État auprès du ministre des Armées, chargée des Anciens combattants et de la Mémoire | 4 juillet 2022 - 9 janvier 2024    |
| Patricia Mirallès             | Secrétaire d'État auprès du ministre des Armées, chargée des Anciens combattants et de la Mémoire | 8 février - 16 juillet 2024        |
| Patricia Mirallès             | Ministre déléguée auprès du ministre des Armées, chargée de la Mémoire et des Anciens combattants | 23 décembre 2024 -                 |
| Bérangère Couillard           | Secrétaire d'État auprès du ministre de la Transition écologique et de la Cohésion des territoires, chargée de l'Écologie | 4 juillet 2022 - 20 juillet 2023   |
| Bérangère Couillard           | Ministre déléguée auprès de la Première ministre, chargée de l'Égalité entre les femmes et les hommes et de la Lutte contre les discriminations | 20 juillet 2023 - 9 janvier 2024   |
| Dominique Faure               | Secrétaire d'État auprès du ministre de la Transition écologique et de la Cohésion des territoires, chargée de la Ruralité | 4 juillet - 28 novembre 2022       |
| Dominique Faure               | Ministre déléguée auprès du ministre de l'Intérieur et des Outre-mer et du ministre de la Transition écologique et de la Cohésion des territoires, chargée des Collectivités territoriales, et auprès du ministre de la Transition écologique et de la Cohésion des territoires, chargée de la Ruralité | 28 novembre 2022 - 20 juillet 2023 |
| Dominique Faure               | Ministre déléguée auprès du ministre de l'Intérieur et des Outre-mer et du ministre de la Transition écologique et de la Cohésion des territoires, chargée des Collectivités territoriales et de la Ruralité                                                                                            | 20 juillet 2023 - 9 janvier 2024   |
| Dominique Faure               | Ministre déléguée auprès du ministre de l'Intérieur et des Outre-mer et du ministre de la Transition écologique et de la Cohésion des territoires, chargée des Collectivités territoriales et de la Ruralité                                                                                            | 8 février - 16 juillet 2024        |
| Nommés en 2023 (8)            | |                                    |
| Aurélien Rousseau             | Ministre de la Santé et de la Prévention | 20 juillet - 20 décembre 2023      |
| Aurore Bergé                  | Ministre des Solidarités et des Familles | 20 juillet 2023 - 9 janvier 2024   |
| Aurore Bergé                  | Ministre déléguée auprès du Premier ministre, chargée de l'Égalité entre les femmes et les hommes et de la Lutte contre les discriminations | 11 janvier - 16 juillet 2024       |
| Aurore Bergé                  | Ministre déléguée auprès du Premier ministre, chargée de l'Égalité entre les femmes et les hommes et de la Lutte contre les discriminations | 23 décembre 2024 -                 |
| Thomas Cazenave               | Ministre délégué auprès du ministre de l'Économie, des Finances et de la Souveraineté industrielle et numérique, chargé des Comptes publics | 20 juillet 2023 - 9 janvier 2024   |
| Thomas Cazenave               | Ministre délégué auprès du ministre de l'Économie, des Finances et de la Souveraineté industrielle et numérique, chargé des Comptes publics | 8 février - 16 juillet 2024        |
| Philippe Vigier               | Ministre délégué auprès du ministre de l'Intérieur et des Outre-mer, chargé des Outre-mer | 20 juillet 2023 - 9 janvier 2024   |
| Patrice Vergriete             | Ministre délégué auprès du ministre de la Transition écologique et de la Cohésion des territoires, chargé du Logement | 20 juillet 2023 - 9 janvier 2024   |
| Patrice Vergriete             | Ministre délégué auprès du ministre de la Transition écologique et de la Cohésion des territoires, chargé des Transports | 8 février - 16 juillet 2024        |
| Fadila Khattabi               | Ministre déléguée auprès de la ministre des Solidarités et des Familles, chargée des Personnes handicapées | 20 juillet 2023 - 9 janvier 2024   |
| Fadila Khattabi               | Ministre déléguée auprès de la ministre du Travail, de la Santé et des Solidarités, chargée des Personnes âgées et des Personnes handicapées | 8 février - 16 juillet 2024        |
| Sabrina Agresti-Roubache      | Secrétaire d'État auprès du ministre de l'Intérieur et des Outre-mer et du ministre de la Transition écologique et de la Cohésion des territoires, chargée de la Ville | 20 juillet - 10 octobre 2023       |
| Sabrina Agresti-Roubache      | Secrétaire d'État auprès du ministre de l'Intérieur et des Outre-mer, chargée de la Citoyenneté, et auprès du ministre de l'Intérieur et des Outre-mer et du ministre de la Transition écologique et de la Cohésion des territoires, chargée de la Ville                                                | 10 octobre 2023 - 9 janvier 2024   |
| Sabrina Agresti-Roubache      | Secrétaire d'État auprès du ministre de l'Intérieur et des Outre-mer et du ministre de la Transition écologique et de la Cohésion des territoires, chargée de la Ville, et auprès du ministre de l'Intérieur et des Outre-mer, chargée de la Citoyenneté                                                | 8 février - 16 juillet 2024        |
| Prisca Thevenot               | Secrétaire d'État auprès du ministre des Armées et du ministre de l'Éducation nationale et de la Jeunesse, chargée de la Jeunesse et du Service national universel | 20 juillet 2023 - 9 janvier 2024   |
| Prisca Thevenot               | Ministre déléguée auprès du Premier ministre, chargée du Renouveau démocratique, porte-parole du Gouvernement | 11 janvier - 16 juillet 2024       |
| Nommés en 2024 (55)           | |                                    |
| Catherine Vautrin *           | Ministre du Travail, de la Santé et des Solidarités | 11 janvier - 16 juillet 2024       |
| Catherine Vautrin *           | Ministre du Partenariat avec les territoires et de la Décentralisation | 21 septembre - 5 décembre 2024     |
| Catherine Vautrin *           | Ministre du Travail, de la Santé, des Solidarités et des Familles | 23 décembre 2024 -                 |
| Rachida Dati *                | Ministre de la Culture | 11 janvier - 16 juillet 2024       |
| Rachida Dati *                | Ministre de la Culture | 21 septembre - 5 décembre 2024     |
| Rachida Dati *                | Ministre de la Culture | 23 décembre 2024 -                 |
| Stéphane Séjourné             | Ministre de l'Europe et des Affaires étrangères | 11 janvier - 16 juillet 2024       |
| Marie Lebec                   | Ministre déléguée auprès du Premier ministre, chargée des Relations avec le Parlement | 11 janvier - 16 juillet 2024       |
| Nicole Belloubet *            | Ministre de l'Éducation nationale et de la Jeunesse | 8 février - 16 juillet 2024        |
| Marie Guévenoux               | Ministre déléguée auprès du ministre de l'Intérieur et des Outre-mer, chargée des Outre-mer | 8 février - 16 juillet 2024        |
| Frédéric Valletoux            | Ministre délégué auprès de la ministre du Travail, de la Santé et des Solidarités, chargé de la Santé et de la Prévention | 8 février - 16 juillet 2024        |
| Guillaume Kasbarian           | Ministre délégué auprès du ministre de la Transition écologique et de la Cohésion des territoires, chargé du Logement | 8 février - 16 juillet 2024        |
| Guillaume Kasbarian           | Ministre de la Fonction publique, de la Simplification et de la Transformation de l'action publique | 21 septembre - 5 décembre 2024     |
| Marina Ferrari                | Secrétaire d'État auprès du ministre de l'Économie, des Finances et de la Souveraineté industrielle et numérique, chargée du Numérique | 8 février - 16 juillet 2024        |
| Marina Ferrari                | Ministre déléguée auprès du ministre de l'Économie, des Finances et de l'Industrie, chargée de l'Économie du tourisme | 21 septembre - 5 décembre 2024     |
| Michel Barnier *              | Premier ministre | 5 - 21 septembre 2024              |
| Michel Barnier *              | Premier ministre, chargé de la Planification écologique et énergétique | 21 septembre - 5 décembre 2024     |
| Didier Migaud                 | Garde des Sceaux, ministre de la Justice | 21 septembre - 5 décembre 2024     |
| Bruno Retailleau              | Ministre de l'Intérieur | 21 septembre - 5 décembre 2024     |
| Bruno Retailleau              | Ministre d'État, ministre de l'Intérieur | 23 décembre 2024 -                 |
| Anne Genetet                  | Ministre de l'Éducation nationale | 21 septembre - 5 décembre 2024     |
| Antoine Armand                | Ministre de l'Économie, des Finances et de l'Industrie | 21 septembre - 5 décembre 2024     |
| Paul Christophe               | Ministre des Solidarités, de l'Autonomie et de l'Égalité entre les femmes et les hommes | 21 septembre - 5 décembre 2024     |
| Valérie Létard *              | Ministre du Logement et de la Rénovation urbaine | 21 septembre - 5 décembre 2024     |
| Valérie Létard *              | Ministre auprès du ministre de l'Aménagement du territoire et de la Décentralisation, chargée du Logement | 23 décembre 2024 -                 |
| Annie Genevard                | Ministre de l'Agriculture, de la Souveraineté alimentaire et de la Forêt | 21 septembre - 5 décembre 2024     |
| Annie Genevard                | Ministre de l'Agriculture et de la Souveraineté alimentaire | 23 décembre 2024 -                 |
| Astrid Panosyan-Bouvet        | Ministre du Travail et de l'Emploi | 21 septembre - 5 décembre 2024     |
| Astrid Panosyan-Bouvet        | Ministre auprès de la ministre du Travail, de la Santé, des Solidarités et des Familles, chargée du Travail et de l'Emploi | 23 décembre 2024 -                 |
| Gil Avérous                   | Ministre des Sports, de la Jeunesse et de la Vie associative | 21 septembre - 5 décembre 2024     |
| Patrick Hetzel                | Ministre de l'Enseignement supérieur et de la Recherche | 21 septembre - 5 décembre 2024     |
| François-Noël Buffet          | Ministre auprès du Premier ministre, chargé des Outre-mer | 21 septembre - 5 décembre 2024     |
| François-Noël Buffet          | Ministre auprès du ministre d'État, ministre de l'Intérieur | 23 décembre 2024 -                 |
| Laurent Saint-Martin          | Ministre auprès du Premier ministre, chargé du Budget et des Comptes publics | 21 septembre - 5 décembre 2024     |
| Laurent Saint-Martin          | Ministre délégué auprès du ministre de l'Europe et des Affaires étrangères, chargé du Commerce extérieur et des Français de l'étranger | 23 décembre 2024 -                 |
| Benjamin Haddad               | Ministre délégué auprès du Premier ministre et du ministre de l'Europe et des Affaires étrangères, chargé de l'Europe | 21 septembre - 5 décembre 2024     |
| Benjamin Haddad               | Ministre délégué auprès du ministre de l'Europe et des Affaires étrangères, chargé de l'Europe | 23 décembre 2024 -                 |
| Nathalie Delattre             | Ministre déléguée auprès du Premier ministre, chargée des Relations avec le Parlement | 21 septembre - 5 décembre 2024     |
| Nathalie Delattre             | Ministre déléguée auprès du ministre de l'Économie, des Finances et de la Souveraineté industrielle et numérique, chargée du Tourisme | 23 décembre 2024 -                 |
| Maud Bregeon                  | Ministre déléguée auprès du Premier ministre, porte-parole du Gouvernement | 21 septembre - 5 décembre 2024     |
| Marie-Claire Carrère-Gée      | Ministre déléguée auprès du Premier ministre, chargée de la Coordination gouvernementale | 21 septembre - 5 décembre 2024     |
| Françoise Gatel               | Ministre déléguée auprès de la ministre du Partenariat avec les territoires et de la Décentralisation, chargée de la Ruralité, du Commerce et de l'Artisanat | 21 septembre - 5 décembre 2024     |
| Françoise Gatel               | Ministre déléguée auprès du ministre de l'Aménagement du territoire et de la Décentralisation, chargée de la Ruralité | 23 décembre 2024 -                 |
| François Durovray             | Ministre délégué auprès de la ministre du Partenariat avec les territoires et de la Décentralisation, chargé des Transports | 21 septembre - 5 décembre 2024     |
| Fabrice Loher                 | Ministre délégué auprès de la ministre du Partenariat avec les territoires et de la Décentralisation, chargé de la Mer et de la Pêche | 21 septembre - 5 décembre 2024     |
| Nicolas Daragon               | Ministre délégué auprès du ministre de l'Intérieur, chargé de la Sécurité du quotidien | 21 septembre - 5 décembre 2024     |
| Alexandre Portier             | Ministre déléguée auprès de la ministre de l'Éducation nationale, chargé de la Réussite éducative et de l'Enseignement professionnel | 21 septembre - 5 décembre 2024     |
| Sophie Primas                 | Ministre déléguée auprès du ministre de l'Europe et des Affaires étrangères, chargée du Commerce extérieur et des Français de l'étranger | 21 septembre - 5 décembre 2024     |
| Sophie Primas                 | Ministre déléguée auprès du Premier ministre, porte-parole du Gouvernement | 23 décembre 2024 -                 |
| Olga Givernet                 | Ministre déléguée auprès de la ministre de la Transition écologique, de l'Énergie, du Climat et de la Prévention des risques, chargée de l'Énergie | 21 septembre - 5 décembre 2024     |
| Marc Ferracci                 | Ministre délégué auprès du ministre de l'Économie, des Finances et de l'Industrie, chargé de l'Industrie | 21 septembre - 5 décembre 2024     |
| Marc Ferracci                 | Ministre délégué auprès du ministre de l'Économie, des Finances et de la Souveraineté industrielle et numérique, chargé de l'Industrie et de l'Énergie | 23 décembre 2024 -                 |
| Marie-Agnès Poussier-Winsback | Ministre déléguée auprès du ministre de l'Économie, des Finances et de l'Industrie, chargée de l'Économie sociale et solidaire, de l'Intéressement et de la Participation | 21 septembre - 5 décembre 2024     |
| Agnès Canayer                 | Ministre déléguée auprès du ministre des Solidarités, de l'Autonomie et de l'Égalité entre les femmes et les hommes, chargée de la Famille et de la Petite enfance | 21 septembre - 5 décembre 2024     |
| Othman Nasrou                 | Secrétaire d'État auprès du ministre de l'Intérieur, chargé de la Citoyenneté et de la Lutte contre les discriminations | 21 septembre - 5 décembre 2024     |
| Thani Mohamed Soilihi         | Secrétaire d'État auprès du ministre de l'Europe et des Affaires étrangères, chargé de la Francophonie et des Partenariats internationaux | 21 septembre - 5 décembre 2024     |
| Thani Mohamed Soilihi         | Ministre délégué auprès du ministre de l'Europe et des Affaires étrangères, chargé de la Francophonie et des Partenariats internationaux | 23 décembre 2024 -                 |
| Laurence Garnier              | Secrétaire d'État auprès du ministre de l'Économie, des Finances et de l'Industrie, chargée de la Consommation | 21 septembre - 5 décembre 2024     |
| Salima Saa                    | Secrétaire d'État auprès du ministre des Solidarités, de l'Autonomie et de l'Égalité entre les femmes et les hommes, chargée de l'Égalité entre les femmes | 21 septembre - 5 décembre 2024     |
| Clara Chappaz                 | Secrétaire d'État auprès du ministre de l'Enseignement supérieur et de la Recherche, chargée de l'Intelligence artificielle et du Numérique | 21 septembre - 5 décembre 2024     |
| Clara Chappaz                 | Ministre déléguée auprès du ministre de l'Économie, des Finances et de la Souveraineté industrielle et numérique, chargée de l'Intelligence artificielle et du Numérique | 23 décembre 2024 -                 |
| Jean-Louis Thiériot           | Ministre délégué auprès du ministre des Armées et des Anciens combattants | 27 septembre - 5 décembre 2024     |
| Charlotte Parmentier-Lecocq   | Ministre déléguée auprès du ministre des Solidarités, de l'Autonomie et de l'Égalité entre les femmes et les hommes, chargée des Personnes en situation de handicap | 27 septembre - 5 décembre 2024     |
| Charlotte Parmentier-Lecocq   | Ministre déléguée auprès de la ministre du Travail, de la Santé, des Solidarités et des Familles, chargée de l'Autonomie et du Handicap | 23 décembre 2024 -                 |
| François Bayrou *             | Premier ministre | 13 - 23 décembre 2024              |
| François Bayrou *             | Premier ministre, chargé de la Planification écologique et énergétique | 23 décembre 2024 -                 |
| Manuel Valls *                | Ministre d'État, ministre des Outre-mer | 23 décembre 2024 -                 |
| Éric Lombard                  | Ministre de l'Économie, des Finances et de la Souveraineté industrielle et numérique | 23 décembre 2024 -                 |
| François Rebsamen *           | Ministre de l'Aménagement du territoire et de la Décentralisation | 23 décembre 2024 -                 |
| Laurent Marcangeli            | Ministre de l'Action publique, de la Fonction publique et de la Simplification | 23 décembre 2024 -                 |
| Marie Barsacq                 | Ministre des Sports, de la Jeunesse et de la Vie associative | 23 décembre 2024 -                 |
| Patrick Mignola               | Ministre délégué auprès du Premier ministre, chargé des Relations avec le Parlement | 23 décembre 2024 -                 |
| Philippe Baptiste             | Ministre auprès de la ministre d'État, ministre de l'Éducation nationale, de l'Enseignement supérieur et de la Recherche, chargé de l'Enseignement supérieur et de la Recherche | 23 décembre 2024 -                 |
| Yannick Neuder                | Ministre auprès de la ministre du Travail, de la Santé, des Solidarités et des Familles, chargé de la Santé et de l'Accès aux soins | 23 décembre 2024 -                 |
| Véronique Louwagie            | Ministre déléguée auprès du ministre de l'Économie, des Finances et de la Souveraineté industrielle et numérique, chargée du Commerce, de l'Artisanat, des Petites et Moyennes Entreprises et de l'Économie sociale et solidaire                                                                        | 23 décembre 2024 -                 |
| Philippe Tabarot              | Ministre auprès du ministre de l'Aménagement du territoire et de la Décentralisation, chargé des Transports | 23 décembre 2024 -                 |
| Juliette Méadel *             | Ministre déléguée auprès du ministre de l'Aménagement du territoire et de la Décentralisation, chargée de la Ville | 23 décembre 2024 -                 |

| Nom                                       | Fonctions | Dates                             | Gouvernement             |
| ----------------------------------------- | --- | --------------------------------- | ------------------------ |
| Élisabeth Borne 2022 - 2024               | Ministre auprès du ministre d'État, ministre de la Transition écologique et solidaire, chargée des Transports                                                                                 | 17 mai - 19 juin 2017             | Édouard Philippe (1)     |
| Élisabeth Borne 2022 - 2024               | Ministre auprès du ministre d'État, ministre de la Transition écologique et solidaire, chargée des Transports                                                                                 | 21 juin 2017 - 16 juillet 2019    | Édouard Philippe (2)     |
| Élisabeth Borne 2022 - 2024               | Ministre de la Transition écologique et solidaire | 16 juillet 2019 - 3 juillet 2020  | Édouard Philippe (2)     |
| Élisabeth Borne 2022 - 2024               | Ministre du Travail, de l'Emploi et de l'Insertion | 6 juillet 2020 - 16 mai 2022      | Jean Castex              |
| Bruno Le Maire 2022 - 2024                | Secrétaire d'État auprès du ministre des Affaires étrangères et européennes, chargé des Affaires européennes                                                                                  | 12 décembre 2008 - 23 juin 2009   | François Fillon (2)      |
| Bruno Le Maire 2022 - 2024                | Ministre de l'Alimentation, de l'Agriculture et de la Pêche | 23 juin 2009 - 13 novembre 2010   | François Fillon (2)      |
| Bruno Le Maire 2022 - 2024                | Ministre de l'Agriculture, de l'Alimentation, de la Pêche, de la Ruralité et de l'Aménagement du territoire                                                                                   | 14 novembre 2010 - 10 mai 2012    | François Fillon (3)      |
| Bruno Le Maire 2022 - 2024                | Ministre de l'Économie | 17 mai - 19 juin 2017             | Édouard Philippe (1)     |
| Bruno Le Maire 2022 - 2024                | Ministre de l'Économie et des Finances | 21 juin 2017 - 3 juillet 2020     | Édouard Philippe (2)     |
| Bruno Le Maire 2022 - 2024                | Ministre de l'Économie, des Finances et de la Relance | 6 juillet 2020 - 16 mai 2022      | Jean Castex              |
| Gérald Darmanin 2022 - 2024               | Ministre de l'Action et des Comptes publics | 17 mai - 19 juin 2017             | Édouard Philippe (1)     |
| Gérald Darmanin 2022 - 2024               | Ministre de l'Action et des Comptes publics | 21 juin 2017 - 3 juillet 2020     | Édouard Philippe (2)     |
| Gérald Darmanin 2022 - 2024               | Ministre de l'Intérieur | 6 juillet 2020 - 16 mai 2022      | Jean Castex              |
| Catherine Colonna 2022 - 2024             | Ministre déléguée aux Affaires européennes, auprès du ministre des Affaires étrangères | 2 juin 2005 - 15 mai 2007         | Dominique de Villepin    |
| Éric Dupond-Moretti 2022 - 2024           | Garde des Sceaux, ministre de la Justice | 6 juillet 2020 - 16 mai 2022      | Jean Castex              |
| Amélie de Montchalin 2022                 | Secrétaire d'État auprès du ministre de l'Europe et des Affaires étrangères, chargée des Affaires européennes                                                                                 | 31 mars 2019 - 3 juillet 2020     | Édouard Philippe (2)     |
| Amélie de Montchalin 2022                 | Ministre de la Transformation et de la Fonction publiques | 6 juillet 2020 - 16 mai 2022      | Jean Castex              |
| Sébastien Lecornu 2022 -                  | Secrétaire d'État auprès du ministre d'État, ministre de la Transition écologique et solidaire                                                                                                | 21 juin 2017 - 16 octobre 2018    | Édouard Philippe (2)     |
| Sébastien Lecornu 2022 -                  | Ministre auprès de la ministre de la Cohésion des territoires et des Relations avec les collectivités territoriales, chargé des Collectivités territoriales                                   | 16 octobre 2018 - 3 juillet 2020  | Édouard Philippe (2)     |
| Sébastien Lecornu 2022 -                  | Ministre des Outre-mer | 6 juillet 2020 - 16 mai 2022      | Jean Castex              |
| Brigitte Bourguignon 2022                 | Ministre déléguée auprès du ministre des Solidarités et de la Santé, chargée de l'Autonomie                                                                                                   | 6 juillet 2020 - 16 mai 2022      | Jean Castex              |
| Olivier Dussopt 2022 - 2024               | Secrétaire d'État auprès du ministre de l'Action et des Comptes publics | 24 novembre 2017 - 3 juillet 2020 | Édouard Philippe (2)     |
| Olivier Dussopt 2022 - 2024               | Ministre délégué auprès du ministre de l'Économie, des Finances et de la Relance, chargé des Comptes publics                                                                                  | 6 juillet 2020 - 16 mai 2022      | Jean Castex              |
| Marc Fesneau 2022 - 2024                  | Ministre auprès du Premier ministre, chargé des Relations avec le Parlement | 16 octobre 2018 - 3 juillet 2020  | Édouard Philippe (2)     |
| Marc Fesneau 2022 - 2024                  | Ministre délégué auprès du Premier ministre, chargé des Relations avec le Parlement et de la Participation citoyenne                                                                          | 6 juillet 2020 - 16 mai 2022      | Jean Castex              |
| Agnès Pannier-Runacher 2022 -             | Secrétaire d'État auprès du ministre de l'Économie et des Finances | 16 octobre 2018 - 3 juillet 2020  | Édouard Philippe (2)     |
| Agnès Pannier-Runacher 2022 -             | Ministre déléguée auprès du ministre de l'Économie, des Finances et de la Relance, chargée de l'Industrie                                                                                     | 6 juillet 2020 - 16 mai 2022      | Jean Castex              |
| Olivier Véran 2022 - 2024                 | Ministre des Solidarités et de la Santé | 16 février - 3 juillet 2020       | Édouard Philippe (2)     |
| Olivier Véran 2022 - 2024                 | Ministre des Solidarités et de la Santé | 6 juillet 2020 - 16 mai 2022      | Jean Castex              |
| Gabriel Attal 2022 - 2024                 | Secrétaire d'État auprès du ministre de l'Éducation nationale et de la Jeunesse | 16 octobre 2018 - 3 juillet 2020  | Édouard Philippe (2)     |
| Gabriel Attal 2022 - 2024                 | Secrétaire d'État auprès du Premier ministre, porte-parole du Gouvernement | 6 juillet 2020 - 16 mai 2022      | Jean Castex              |
| Franck Riester 2022 - 2024                | Ministre de la Culture | 16 octobre 2018 - 3 juillet 2020  | Édouard Philippe (2)     |
| Franck Riester 2022 - 2024                | Ministre délégué auprès du ministre de l'Europe et des Affaires étrangères, chargé du Commerce extérieur et de l'Attractivité                                                                 | 6 juillet 2020 - 16 mai 2022      | Jean Castex              |
| Clément Beaune 2022 - 2024                | Secrétaire d'État auprès du ministre de l'Europe et des Affaires étrangères, chargé des Affaires européennes                                                                                  | 26 juillet 2020 - 16 mai 2022     | Jean Castex              |
| Olivia Grégoire 2022 - 2024               | Secrétaire d'État auprès du ministre de l'Économie, des Finances et de la Relance, chargée de l'Économie sociale, solidaire et responsable                                                    | 26 juillet 2020 - 16 mai 2022     | Jean Castex              |
| Geneviève Darrieussecq 2022 - 2023 / 2024 | Secrétaire d'État auprès de la ministre des Armées | 21 juin 2017 - 3 juillet 2020     | Édouard Philippe (2)     |
| Geneviève Darrieussecq 2022 - 2023 / 2024 | Ministre déléguée auprès de la ministre des Armées, chargée de la Mémoire et des Anciens combattants                                                                                          | 6 juillet 2020 - 16 mai 2022      | Jean Castex              |
| Marlène Schiappa 2022 - 2023              | Secrétaire d'État auprès du Premier ministre, chargée de l'Égalité entre les femmes et les hommes                                                                                             | 17 mai - 19 juin 2017             | Édouard Philippe (1)     |
| Marlène Schiappa 2022 - 2023              | Secrétaire d'État auprès du Premier ministre, chargée de l'Égalité entre les femmes et les hommes                                                                                             | 21 juin 2017 - 16 octobre 2018    | Édouard Philippe (2)     |
| Marlène Schiappa 2022 - 2023              | Secrétaire d'État auprès du Premier ministre, chargée de l'Égalité entre les femmes et les hommes et de la Lutte contre les discriminations                                                   | 16 octobre 2018 - 3 juillet 2020  | Édouard Philippe (2)     |
| Marlène Schiappa 2022 - 2023              | Ministre déléguée auprès du ministre de l'Intérieur, chargée de la Citoyenneté | 6 juillet 2020 - 16 mai 2022      | Jean Castex              |
| Sarah El Haïry 2022 - 2024                | Secrétaire d'État auprès du ministre de l'Éducation nationale et de la Jeunesse, chargée de la Jeunesse et de l'Engagement                                                                    | 26 juillet 2020 - 16 mai 2022     | Jean Castex              |
| Catherine Vautrin 2024 -                  | Secrétaire d'État à l'Intégration et à l'Égalité des chances, auprès du ministre de l'Emploi, du Travail et de la Cohésion sociale                                                            | 31 mars - 28 octobre 2004         | Jean-Pierre Raffarin (3) |
| Catherine Vautrin 2024 -                  | Secrétaire d'État aux Personnes âgées, auprès du ministre de la Santé et de la Protection sociale                                                                                             | 28 octobre - 29 novembre 2004     | Jean-Pierre Raffarin (3) |
| Catherine Vautrin 2024 -                  | Secrétaire d'État aux Personnes âgées, auprès du ministre des Solidarités, de la Santé et de la Famille                                                                                       | 29 novembre 2004 - 31 mai 2005    | Jean-Pierre Raffarin (3) |
| Catherine Vautrin 2024 -                  | Ministre déléguée à la Cohésion sociale et à la Parité, auprès du ministre de l'Emploi, de la Cohésion sociale et du Logement                                                                 | 2 juin 2005 - 15 mai 2007         | Dominique de Villepin    |
| Rachida Dati 2024 -                       | Garde des Sceaux, ministre de la Justice | 18 mai - 18 juin 2007             | François Fillon (1)      |
| Rachida Dati 2024 -                       | Garde des Sceaux, ministre de la Justice | 19 juin 2007 - 23 juin 2009       | François Fillon (2)      |
| Nicole Belloubet 2024                     | Garde des Sceaux, ministre de la Justice | 21 juin 2017 - 3 juillet 2020     | Édouard Philippe (2)     |
| Michel Barnier 2024                       | Ministre de l'Environnement | 30 mars 1993 - 11 mai 1995        | Édouard Balladur         |
| Michel Barnier 2024                       | Ministre délégué aux Affaires européennes, auprès du ministre des Affaires étrangères | 18 mai - 7 novembre 1995          | Alain Juppé (1)          |
| Michel Barnier 2024                       | Ministre délégué aux Affaires européennes, auprès du ministre des Affaires étrangères | 7 novembre 1995 - 2 juin 1997     | Alain Juppé (2)          |
| Michel Barnier 2024                       | Ministre des Affaires étrangères | 31 mars 2004 - 30 mai 2005        | Jean-Pierre Raffarin (3) |
| Michel Barnier 2024                       | Ministre de l'Agriculture et de la Pêche | 19 juin 2007 - 23 juin 2009       | François Fillon (2)      |
| Valérie Létard 2024 -                     | Secrétaire d'État auprès du ministre du Travail, des Relations sociales et de la Solidarité, chargée de la Solidarité                                                                         | 19 juin 2007 - 18 mars 2008       | François Fillon (2)      |
| Valérie Létard 2024 -                     | Secrétaire d'État auprès du ministre du Travail, des Relations sociales, de la Famille et de la Solidarité, chargée de la Solidarité                                                          | 18 mars 2008 - 15 janvier 2009    | François Fillon (2)      |
| Valérie Létard 2024 -                     | Secrétaire d'État auprès du ministre du Travail, des Relations sociales, de la Famille, de la Solidarité et de la Ville, chargée de la Solidarité                                             | 15 janvier - 23 juin 2009         | François Fillon (2)      |
| Valérie Létard 2024 -                     | Secrétaire d'État auprès du ministre d'État, ministre de l'Écologie, de l'Énergie, du Développement durable et de la Mer, en charge des Technologies vertes et des Négociations sur le climat | 23 juin 2009 - 13 novembre 2010   | François Fillon (2)      |
| François Bayrou 2024 -                    | Ministre de l'Éducation nationale | 30 mars 1993 - 11 mai 1995        | Édouard Balladur         |
| François Bayrou 2024 -                    | Ministre de l'Éducation nationale, de l'Enseignement supérieur, de la Recherche et de l'Insertion professionnelle                                                                             | 18 mai - 7 novembre 1995          | Alain Juppé (1)          |
| François Bayrou 2024 -                    | Ministre de l'Éducation nationale, de l'Enseignement supérieur et de la Recherche | 7 novembre 1995 - 2 juin 1997     | Alain Juppé (2)          |
| François Bayrou 2024 -                    | Ministre d'État, garde des Sceaux, ministre de la Justice | 17 mai - 19 juin 2017             | Édouard Philippe (1)     |
| Manuel Valls 2024 -                       | Ministre de l'Intérieur | 16 mai - 18 juin 2012             | Jean-Marc Ayrault (1)    |
| Manuel Valls 2024 -                       | Ministre de l'Intérieur | 21 juin 2012 - 31 mars 2014       | Jean-Marc Ayrault (2)    |
| Manuel Valls 2024 -                       | Premier ministre | 31 mars - 25 août 2014            | Manuel Valls (1)         |
| Manuel Valls 2024 -                       | Premier ministre | 25 août 2014 - 6 décembre 2016    | Manuel Valls (2)         |
| François Rebsamen 2024 -                  | Ministre du Travail, de l'Emploi et du Dialogue social | 2 avril - 25 août 2014            | Manuel Valls (1)         |
| François Rebsamen 2024 -                  | Ministre du Travail, de l'Emploi, de la Formation professionnelle et du Dialogue social | 26 août 2014 - 2 septembre 2015   | Manuel Valls (2)         |
| Juliette Méadel 2024 -                    | Secrétaire d'État auprès du Premier ministre, chargée de l'Aide aux victimes | 11 février - 6 décembre 2016      | Manuel Valls (2)         |
| Juliette Méadel 2024 -                    | Secrétaire d'État auprès du Premier ministre, chargée de l'Aide aux victimes | 6 décembre 2016 - 10 mai 2017     | Bernard Cazeneuve        |

## Politique étrangère et militaire
Le 17 février 2021, la France, dirigée par Emmanuel Macron et engagée jusqu’alors dans l’opération Barkhane aux côtés du Mali, décide de « réarticuler le dispositif de l’opération Barkhane en dehors du territoire malien », à la suite des tentatives du Mali de nouer des contacts avec la Russie de Vladimir Poutine pour lutter contre la menace terroriste au Sahel,,. Ce n’est que le 9 novembre 2022 que les dernières troupes françaises sont rapatriées, notamment après la décision du président de la République d’interrompre l’opération, en grande partie en raison de la pression diplomatique exercée par les pays d’Afrique de l’Ouest et du Sahel,,.
Tandis que les États-Unis et la Russie décident conjointement, à partir du 17 février 2025, de négocier des pourparlers en vue de mettre fin au « conflit russo-ukrainien », Emmanuel Macron prend la décision d'organiser en urgence un sommet à Paris réunissant les principaux dirigeants d’Europe de l’Ouest. Lors de ce sommet, qui se tient le 17 février 2025, participent notamment le premier ministre britannique Keir Starmer et le chancelier allemand Olaf Scholz. Toutefois, des divergences importantes subsistent quant au positionnement commun européen en matière de défense militaire, en grande partie en raison de la pression exercée par la Russie et les États-Unis, qui cherchent à négocier séparément de l’Union européenne.

## Affaires économiques et sociales
La nouvelle réforme de l’assurance-chômage est adoptée en octobre 2022. Elle prévoit de faire considérer les personnes licenciées pour abandon de poste comme démissionnaires, les privant ainsi d’indemnités chômage, et de moduler l’assurance-chômage selon la conjoncture. Ainsi, son montant sera réduit en période de faible taux de chômage et augmentera en cas de hausse du chômage. L’exécutif réfléchit par ailleurs, selon le ministre du Travail Olivier Dussopt, à baisser la durée d’indemnisation des seniors pour maintenir en activité les travailleurs de plus de 60 ans. La Réforme des retraites est promulguée le 14 avril 2024. Le texte prévoit notamment le départ légal à la retraite pour les français âgés de 64 ans,. L'Assemblée nationale a été dissoute par Emmanuel Macron pour prévoir de nouvelles élections législatives anticipées, ce qui a également entraîné un gouffre, puisque tous les « grands projets santés » ont été annulés lors des élections législatives anticipées. Le projet de loi sur la fin de vie, orienté principalement vers le domaine social, est suspendu pendant que les députés échangeaient sur la question lors des débats parlementaires, jusqu'à ce que le Président de la République décide de dissoudre l'Assemblée nationale. Ainsi, ce texte de loi est aujourd'hui abandonné, alors que la seule manière de relancer les travaux parlementaires pour traiter les questions autorisant ce texte de loi est de repartir de zéro, tant que l'incertitude politique est toujours omniprésente.

## Dette publique et note souveraine de la France

Encours de dette publique au sens de Maastricht (en milliards d'euros courants et en % du PIB) avec indication de la couleur politique du gouvernement au pouvoir.

En février 2024, la dette publique de la France dépasse 3 000 milliards d’euros,. Emmanuel Macron renonce à faire baisser la dette sur le quinquennat. En mai 2024, l'agence Standard & Poor'sÉlections  dégrade la note souveraine de la France de « AA » à « AA- ». Le 17 juin 2024, à la suite àdela dissolution par le président de la République de l'Assemblée Nationale, le cours du CAC40 s'est nettement dégradé, du fait que la France a un taux d'emprunt plus élevé que l'Allemagne autour de 3,20% soit un écart de plus de 0,70 %, pour la France, par rapport à l'Allemagne. Le 19 juin, la France est visée par une procédure européenne pour déficit public excessif.

## Pauvreté
En 2023 le taux de pauvreté atteint un niveau record en France selon les chiffres de l'Insee. Environ 9,8 millions de personnes se trouvent cette année-là en situation de pauvreté monétaire.

## Environnement
Le ministre de l’Environnement Christophe Béchu autorise en octobre 2022 plusieurs techniques de chasse de l’alouette, comme les « pantes » (filets horizontaux) ou les « matoles » (cages-pièges), malgré le risque de contrevenir au droit européen et les critiques des associations de protection de l’environnement ont dénoncé des  arrêtés « illégaux ».
« Le gouvernement fait le choix de la récidive en reprenant des arrêtés qu’il sait illégaux. Et, comme à son habitude, il les publie la veille de leur application afin de laisser tuer des milliers d’oiseaux le temps que le Conseil d’Etat se prononce sur le recours en référé que la LPO va déposer immédiatement pour demander la suspension de ces arrêtés. »